# Dobre Miasto (plaats)
Dobre Miasto (Duits: Guttstadt) is een stad in het Poolse woiwodschap Ermland-Mazurië, gelegen in de powiat Olsztyński. De oppervlakte bedraagt 4,86 km², het inwonertal 10.293 (2017).

## Geschiedenis
In 1325 wordt Guthinstat vermeld, waarin Gudde Pruisisch voor struikgewas is, gecombineerd met het Duitse woord voor stad. Toen werd in dit door Pruzzen bewoonde gebied door de Duitse Orde een stad aangelegd, waar kolonisten uit Silezië zich vestigden.
In 1466 moest de Duitse Orde haar gezag overdragen aan de koning van Polen, die bij de Tweede Vrede van Thorn meer dan de helft van het grondgebied van de Orde verwierf, waaronder het bisdom Ermland waartoe ook Guttstadt behoorde. De stad ontwikkelde zich in deze periode nauwelijks en telde 2.000 inwoners toen in 1772 het Koninkrijk Pruisen bij de Eerste Poolse Deling Ermland en West-Pruisen annexeerde. In 1807 bevond zich hier het verenigde Pruisisch-Russische leger tegenover het Franse in Heilsberg. Een slag bracht geen definitieve overwinnaar en de Russen trokken zich terug, terwijl Napoleon Pruisen vervolgens aan zich onderwierp. Alhoewel er een garnizoen bleef gelegerd gaf dat toch weinig werkgelegenheid en in 1910 woonden er nog maar 5.000 mensen.
In 1939 telde de stad 6.000 inwoners. In januari 1945 veroverden Sovjet-legers de stad en verwoestten haar ten dele. Nadat Poolse autoriteiten het gezag hadden gekregen moesten de Duitse inwoners die nog niet gevlucht waren de stad verlaten en werden Polen en Oekraïners hierheen gestuurd (zie ook Verdrijving van Duitsers na de Tweede Wereldoorlog). De naam van de stad werd vertaald als Dobre Miasto.

## Demografie
- 1772 - 1.731
- 1852 - 3.302
- 1920 - 5.132
- 1938 - 6.018
- 1955 - 4.315
- 1961 - 5.687
- 2005 - 10.579
- 2016 - 10.432

## Verkeer en vervoer
- Hoofdweg 51 loopt dwars door Dobre Miasto en verbindt Dobre Miasto met Expresweg 7 nabij Olsztynek en Kaliningrad.

## Sport en recreatie
- Door deze plaats loopt de Europese wandelroute E11. De E11 loopt van Den Haag naar het oosten, op dit moment de grens Polen/Litouwen. Ter plaatse komt de route van het zuidwesten van Głotowo en vervolgt in noordelijke richting naar Lidzbark Warminski.

## Geboren in Guttstadt-Dobre Miasto
- Friedrich Ernst Dorn (1848–1916), atoomgeleerde aan de Universiteit van Halle, ontdekker van radon
- Augustinus Bludau (1863–1930), bisschop van Ermland (Warmia)
- Emil Meirowsky (1876–1960), dermatoloog in Keulen, vluchtte in 1938 naar Engeland, later naar Amerika
- Herbert Ossowski (1928–2010), medeoprichter Deutsche Akademie für Kinder- und Jugendliteratur
- Norbert Wojnarowski (* 1976), Poolse politicus

1. ↑  https://www.polskawliczbach.pl/Dobre_Miasto (pools), op basis van het poolse CBS. Gearchiveerd op 10 juni 2023.